# Luce d’Eramo
Luce d’Eramo (geboren als Lucette Mangione; 17. Juni 1925 in Reims, Frankreich; gestorben 6. März 2001 in Rom) war eine italienische Autorin.

## Leben
Lucette Mangiones Eltern waren Italiener aus dem Bürgertum, die in Reims und Paris Beschäftigung gefunden hatten und bei Beginn des Zweiten Weltkriegs 1939 nach Italien zurückkehrten. In der Familie Lucetta genannt, trug sie nun den Vornamen Luce. Nachdem sie das Gymnasium absolviert hatte, begann sie in Rom und dann in Padua ein Studium, meldete sich aber im Februar 1944 freiwillig als italienische Fremdarbeiterin für den Arbeitseinsatz im Deutschen Reich. In einem Betrieb der I.G. Farben in Frankfurt-Höchst stieß ihre faschistische Überzeugung auf die Realität der Zwangsarbeit in der deutschen Industrie. Sie beschwerte sich bei einem der Betriebsleiter, Walter Popp, über die schlechten Lebensbedingungen im Lager und unterstützte einen Streik von Zwangsarbeitern um bessere Verpflegung. Die Gewaltmaßnahmen gegen die am Streik beteiligten Arbeiter führten bei ihr zu einem psychischen Zusammenbruch und einer stationären Krankenhausbehandlung. Sie wurde dank des Namens ihres Vaters, der 1943 Staatssekretär in der faschistischen Repubblica Sociale Italiana geworden war, und des Einflusses des italienischen Konsuls vor Repressalien verschont und nach Hause geschickt. Zurück in Norditalien setzte sie ihre persönliche Revolte gegen die politischen Verhältnisse fort und wurde von der deutschen SS in das Konzentrationslager Dachau deportiert. Aus der KZ-Haft konnte sie nach zwölf Wochen bei einem Arbeitseinsatz in München entweichen und hielt sich illegal im Deutschen Reich auf. Am 27. Februar 1945 wurde sie in Mainz beim Versuch, Verschüttete aus einem kriegszerstörten Haus zu retten, vom einstürzenden Mauerwerk so schwer verletzt, dass sie bis Dezember 1945 in deutschen Krankenhäusern stationär behandelt werden musste. Sie war von der Hüfte abwärts gelähmt und fortan auf einen Rollstuhl angewiesen.
Nach ihrer Rückkehr nach Italien heiratete sie 1946 den Philosophielehrer Pacifico d’Eramo, von dem sie sich 1952 trennte – eine zivilrechtliche Scheidung war in Italien seinerzeit aus kirchlichen Gründen nicht vorgesehen. Sie studierte Philosophie und Literaturwissenschaften und wurde 1951 mit einer Arbeit zur Ästhetik des italienischen Poeten Giacomo Leopardi promoviert. 1954 wurde sie ein zweites Mal promoviert mit einer Dissertation über Kants Kritik der Urteilskraft. Mit dem 1947 geborenen Sohn Marco d’Eramo hielt sie sich Anfang der 1960er Jahre für eine Zeit in Glashütten im Taunus bei der Ärztin auf, die sie schon 1945 behandelt hatte. Marco besuchte dort die deutsche Schule.
Alberto Moravia ermutigte sie zu schreiben. Sie war mit Ignazio Silone eng befreundet und verfasste eine Biographie über ihn. Weitere Werke waren eine Reportage über die Ermordung des anarchistischen Verlegers Giangiacomo Feltrinelli und der Bericht „Nucleo Zero“ über das Innenleben einer Terroristengruppe, der dann von Carlo Lizzani verfilmt wurde. Sie schrieb Artikel für die von ihrem Sohn mitherausgegebene linke Zeitung Il Manifesto. In ihren autobiographischen Schriften näherte sie sich nur etappenweise dem Geschehen der Jahre 1944 und 1945. Die Flucht aus Dachau brachte sie 1953 zu Papier. Den Hospitalaufenthalt in Mainz beschrieb sie 1961 und die freiwillige Fahrt in den Arbeitsdienst in Deutschland schließlich im Jahr 1975, womit sie sich erst am Ende einen dreißig Jahre langen Selbstbetrug eingestand und diesen nun literarisch bearbeitete.
Sie engagierte sich in der Initiative Frauen für den Frieden. 1980 erhielt sie ein Stipendium für das Berliner Künstlerprogramm. 1988 verunglückte sie mit ihrem Rollstuhl bei einem Aufenthalt auf der Frankfurter Buchmesse und war fortan noch schwerer behindert. 1995 produzierten Raimund Koplin und Renate Stegmüller über sie, Wanda Heger und Jelena Rschewskaja den Dokumentarfilm Luce, Wanda, Jelena – Es war nicht ihr Krieg.

## Werke (Auswahl)
- Un'estate difficile: romanzo. Mondadori, Milano 2001, postum
- Racconti quasi di guerra. Mondadori, Milano 1999
- Raskolnikov e il marxismo: note a un libro di Moravia e altri scritti. Pellicanolibri, Roma 1997
- Si prega di non disturbare. Rizzoli, Milano 1995
- Ignazio Silone. Ed. Riminesi Associati, Rimini 1994
- Ultima luna: romanzo. Arnoldo Mondadori, Milano 1993
- Partiranno. Mondadori, Milano 1986
- Die Rhetorik der faschistischen Machtausübung oder: Opfern ist Macht, Deutsch von Renate Weise. In: Barbara Schaeffer-Hegel (Hrsg.): Frauen und Macht: der alltägliche Beitrag der Frauen zur Politik des Patriarchats. Publica, Berlin 1984, ISBN 3-89087-013-9, S. 75–80; Diskussionsbeitrag im Symposium S. 99; Kurzbiografie S. 369
- Nucleo Zero. Arnoldo Mondadori editore, Milano 1981
  - Gruppe Zero. Roman. Dt. von Evalouise Panzner. Rowohlt, Reinbek 1982
- Deviazione. A. Mondadori, Milano 1979
  - Der Umweg. Roman. Übersetzung Sarah Michel. Rowohlt, Reinbek 1981
  - Der Umweg. Roman. Übersetzung Linde Birk. Klett-Cotta, Stuttgart 2018
- Cruciverba politico: come funziona in Italia la strategia della diversione. Guaraldi, Rimini 1974
- L’opera di Ignazio Silone. Saggio critico e guida bibliografica. Mondadori, Milano 1971
- Finché la testa vive. romanzo. Milano, Rizzoli 1964
  - Solange der Kopf lebt. Roman. Deutsch Klaus Stiller. Radius-Verlag, Stuttgart 1976
- Idilli in coro. Romanzo. Gastaldi, Milano 1951